# Municipio de San Pedro Pinula
Municipio de San Pedro Pinula är en kommun i Guatemala.   Den ligger i departementet Departamento de Jalapa, i den centrala delen av landet, 70 km öster om huvudstaden Guatemala City.